# Applications Technology Satellite

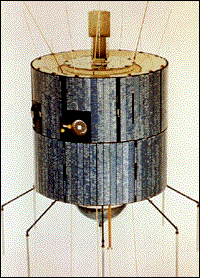
L'Applications Technology Satellite 3.

La Applications Technology Satellite o ATS è stata una serie di satelliti lanciati dalla NASA, durante la seconda metà degli anni sessanta e la prima degli anni settanta. In particolare, il programma fu lanciato nel 1966 con lo scopo di testare la fattibilità del posizionamento di un satellite in un'orbita geosincrona.
I satelliti facenti parte di questa serie furono progettati in primo luogo per essere i successori dei satelliti per telecomunicazioni della serie Syncom ma la loro strumentazione includeva anche esperimenti tecnologici relativi alla meteorologia e allo spazio interplanetario.

## Contesto
La NASA e la Hughes Aircraft volevano bissare il successo della serie di satelliti sperimentali per telecomunicazioni Syncom, lanciata con successo nei primi anni sessanta, con una nuova serie chiamata "Advanced Syncom". Alcuni membri del Senato degli Stati Uniti d'America, però, si opposero, sostenendo che la NASA rischiasse, o addirittura volesse, sviluppare tali tecnologie a esclusivo beneficio della società privata Comsat. Per rispondere a queste critiche, gli obiettivi del programma furono così ampliati e il progetto fu rinominato ATS. Il Dipartimento della Difesa degli Stati Uniti (DoD) sfruttò poi la propria influenza per far includere negli obiettivi lo sviluppo delle tecnologie relative al controllo di assetto a gradiente di gravità (ATS-2, ATS-4 e ATS-5) e al controllo di assetto a medie altitudini (ATS-2).

## Struttura

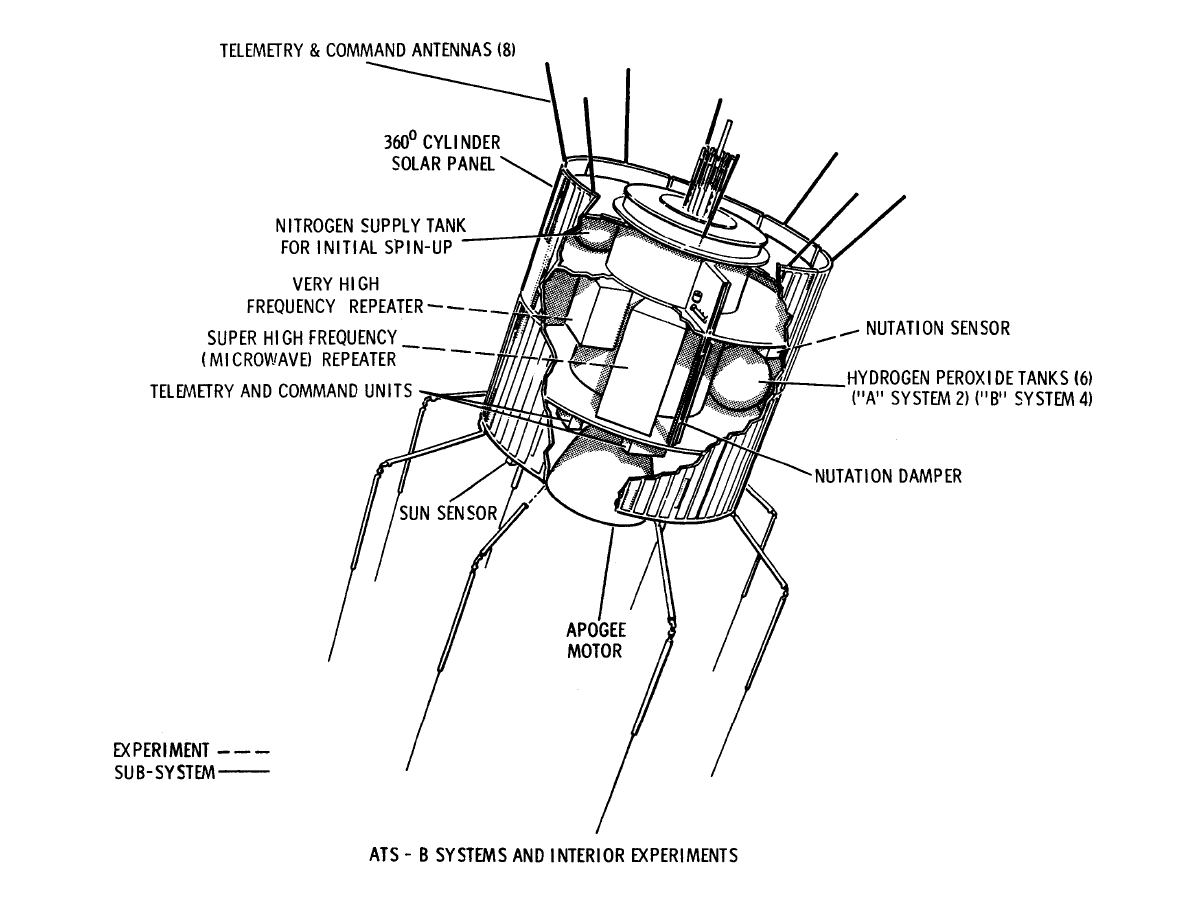
La struttura interna dell'ATS-2.

Dei sei satelliti della serie ATS effettivamente lanciati, i primi cinque avevano tutti un corpo cilindrico da cui si estendevano diverse antenne. Il corpo aveva un diametro di circa 140 cm e un'altezza variabile dai 135 cm dell'ATS-1 ai 183 cm degli altri quattro ed era rivestito di pannelli solari, questi ultimi aventi la funzione di ricaricare gli accumulatori a nichel-cadmio presenti sui satelliti.
L'ATS-6, invece, aveva un corpo troncoconico con alla sommità un'antenna parabolica da 9 m di diametro e due braccia con all'estremità dei pannelli solari. Quest'ultimo satellite, lanciato nel 1974, non fu costruito dalla Hughes Aicraft ma dalla Fairchild Aircraft e realizzato nell'ambito del Satellite Instructional Television Experiment, progetto portato avanti congiuntamente dalla NASA e dalla Indian Space Research Organisation (ISRA), e fu, non solo il primo satellite in orbita geosincrona ad essere stabilizzato sui tre assi, ma anche il primo satellite sperimentale per dirette televisive satellitari. Fu costruito anche un settimo satellite, denominato ATS-G, che non fu però mai lanciato a causa dei tagli ai finanziamenti decisi nel 1973.

## Satelliti
| Satellite | Data di lancio  | Lanciatore      | Massa    | Rientro in atmosfera | Identificativo Cospar                                         | Note                                                                    |
| --------- | --------------- | --------------- | -------- | -------------------- | ------------------------------------------------------------- | ----------------------------------------------------------------------- |
| ATS-1     | 7 dicembre 1966 | Atlas-Agena D   | 352 kg   | 1º dicembre 1978     | 1966-110A (archiviato dall'url originale l'8 gennaio 2007).   |                                                                         |
| ATS-2     | 6 aprile 1967   | Atlas-Centaur D | 324,3 kg | 2 settembre 1969     | 1967-031A (archiviato dall'url originale il 1º ottobre 2006). | Lancio parzialmente riuscito.                                           |
| ATS-3     | 5 novembre 1967 | Atlas-Agena D   | 365 kg   | 1º dicembre 1978     | 1967-111A (archiviato dall'url originale il 1º ottobre 2006). | Lancio parzialmente riuscito.                                           |
| ATS-4     | 10 agosto 1968  | Atlas-Centaur D | 305 kg   | 17 ottobre 1968      | 1968-068A (archiviato dall'url originale il 1º ottobre 2006). | Lancio parzialmente riuscito. Primo test di un motore ionico in orbita. |
| ATS-5     | 12 agosto 1969  | Atlas-Agena D   | 821 kg   | marzo 1993           | 1969-069A (archiviato dall'url originale il 1º ottobre 2006). | Lancio parzialmente riuscito.                                           |
| ATS-6     | 30 maggio 1974  | Titan-3(23)C    | 901 kg   | luglio 1979          | 1974-039A (archiviato dall'url originale il 2 aprile 2007).   |                                                                         |